# Бретітт (округ, Кентуккі)
Шаблон:StateAbbr_ 37°31′ пн. ш. 83°19′ зх. д. / 37.52° пн. ш. 83.32° зх. д.
Округ  Бретітт (англ. Breathitt County) — округ (графство) у штаті  Кентуккі, США. Ідентифікатор округу 21025.

## Історія
Округ утворений 1839 року.

## Демографія
За даними перепису 
2000 року 
загальне населення округу становило 16100 осіб, зокрема міського населення було 3253, а сільського — 12847.
Серед мешканців округу чоловіків було 7944, а жінок — 8156. В окрузі було 6170 домогосподарств, 4541 родин, які мешкали в 6812 будинках.
Середній розмір родини становив 3.
Віковий розподіл населення поданий у таблиці:
| Стать    | До 15 років | 15-21 | 22-29 | 30-39 | 40-49 | 50-65 | 65-85 | Понад 85 |
| -------- | ----------- | ----- | ----- | ----- | ----- | ----- | ----- | -------- |
| Чоловіки | 1696        | 1003  | 818   | 1159  | 1221  | 1260  | 712   | 75       |
| Жінки    | 1570        | 796   | 842   | 1234  | 1277  | 1367  | 930   | 140      |

## Суміжні округи
- Меґоффін — північний схід
- Нотт — схід
- Перрі — південний схід
- Ауслі — південний захід
- Лі — захід
- Вулф — північний захід

## Виноски
1. ↑  U.S. Decennial Census. United States Census Bureau. Архів оригіналу за 26 квітня 2015. Процитовано 12 серпня 2014.
2. ↑  Historical Census Browser. University of Virginia Library. Архів оригіналу за 11 серпня 2012. Процитовано 12 серпня 2014.
3. ↑  Population of Counties by Decennial Census: 1900 to 1990. United States Census Bureau. Архів оригіналу за 13 жовтня 2014. Процитовано 12 серпня 2014.
4. ↑  Census 2000 PHC-T-4. Ranking Tables for Counties: 1990 and 2000 (PDF). United States Census Bureau. Архів оригіналу (PDF) за 18 грудня 2014. Процитовано 12 серпня 2014.
5. ↑  State & County QuickFacts. United States Census Bureau. Архів оригіналу за 7 липня 2011. Процитовано 5 березня 2014. [Архівовано 2011-06-07 у Wayback Machine.](англ.) Наведено за англійською вікіпедією.
6. ↑  American FactFinder. Бюро перепису населення США. Архів оригіналу за 26 лютого 2012. Процитовано 31 січня 2008. [Архівовано 2008-05-21 у Wayback Machine.]

| США | Це незавершена стаття з географії США. Ви можете допомогти проєкту, виправивши або дописавши її. |